# جائزة بلجيكا الكبرى 2009
جائزة بلجيكا الكبرى 2009 (بالإنجليزية: 2009 Belgian Grand Prix)‏ هو سباق فورمولا 1 أقيم بتاريخ 30 أغسطس، 2009 في حلبة دي سبا فرانكورشومب، حمام معدني، بلجيكا. كان الثاني عشر من أصل 17 في بطولة العالم لسباقات الفورمولا واحد موسم 2009. حلّ الفنلندي كيمي رايكونن أولا بينما جاء الإيطالي جانكارلو فيزيكيلا في المركز الثاني وحصل على المركز الثالث الألماني سباستيان فيتل.